# 作用素ノルム
数学の分野における作用素ノルム（さようそノルム、英語: Operator norm）とは、線形作用素の大きさを測る際に用いられるある種の指標のことを言う。より正式には、与えられた二つのノルム線形空間の間の有界線形作用素からなる空間上に定義されるノルムのことを言う。

## 導入と定義
与えられた二つのノルム線形空間 V および W （実数体 ℝ あるいは複素数体 ℂ のいずれかを共通のものとする）に対して、線形作用素 A: V → W が連続であるための必要十分条件は
{\displaystyle \|Av\|\leq c\|v\|\quad (\forall v\in V)}
を満たすような実数 c が存在することである（左辺のノルムは空間 W におけるもので、右辺のノルムは空間 V におけるもの）。直観的に言えば、連続作用素 A はどのようなベクトル v ∈ V に対してもそれを c 倍よりも「引き延ばす」ようなことはしない。このことから、連続作用素による有界集合の像はふたたび有界集合となることが分かる。この性質より、連続線形作用素は有界作用素としても知られている。
上の不等式を満たすような実数 c のうち最小のものを、作用素 A の「大きさ」として定義することは自然であるように思われる。したがって作用素 A の作用素ノルムは
{\displaystyle \|A\|_{\text{op}}:=\min\{c\geq 0:\|Av\|\leq c\,\|v\|{\text{ for all }}v\in V\}}
により定義される（そのような c からなる集合は閉かつ下に有界であり、空でないため、上式の右辺は必ず存在する）。

## 例
すべての実 m × n 行列は、空間 ℝn から空間 ℝm への線形作用素である。記事「ノルム」に記載されているように、それらの空間上ではさまざまなノルムの定め方が存在する。それらの定め方に応じて、作用素ノルムは定義され、したがってすべての実 m × n 行列からなる空間上にノルムが入る。例については行列ノルムの項を参照。
特に ℝn および ℝm のノルムとしてともにユークリッドノルムを採用した場合の作用素ノルムとして、行列 A*⋅A（A* は行列 A の共役転置行列を表す）の最大固有値の平方根を割り当てる（あるいは同じことだが、行列 A の最大特異値を割り当てる）行列ノルムが得られる。
続いて、典型的な無限次元の例として、自乗総和可能数列空間
{\displaystyle \ell ^{2}=\{(a_{n})_{n\geq 1}:a_{n}\in \mathbb {C} ,\sum |a_{n}|^{2}<\infty \}}
について考える。この空間は、ユークリッド空間 ℂn の無限次元版とみなすことができる。有界数列 s = (sn) をとれば、s は l∞ の元であり
{\displaystyle \|s\|_{\infty }:=\sup _{n}|s_{n}|}
で定められるノルムを持つ。作用素 Ts を成分ごとの掛け算
{\displaystyle (a_{n}){\stackrel {T_{s}}{{}\mapsto {}}}(s_{n}\cdot a_{n})}
で定めたとき、そのような作用素 Ts は、作用素ノルムが
{\displaystyle \|T_{s}\|_{\text{op}}=\|s\|_{\infty }}
で与えられるような有界作用素である。この議論は空間 l2 をより一般の Lp-空間 (p > 1) に、空間 l∞ を空間 L∞ にそれぞれ置き換えたものに直接的に拡張できる。

## 同値な定義
作用素ノルムの定義として、次のようないくつかの同値な定義が存在する:
{\displaystyle {\begin{aligned}\|A\|_{\text{op}}&=\inf\{c:\|Av\|\leq c\,\|v\|,\,\forall v\in V\}\\&=\sup _{\|v\|\leq 1}\|Av\|\\&=\sup _{\|v\|=1}\|Av\|\\&=\sup _{v\neq 0}{\frac {\|Av\|}{\|v\|}}.\end{aligned}}}

## 性質
作用素ノルムは実際に、V から W への有界作用素全体の成す空間上のノルムとなる。すなわち、A, B は有界、α は任意のスカラーとして
{\displaystyle \|A\|_{\text{op}}\geq 0,\quad [\|A\|_{\text{op}}=0\iff A=0],}
{\displaystyle \|aA\|_{\text{op}}=|a|\|A\|_{\text{op}},}
{\displaystyle \|A+B\|_{\text{op}}\leq \|A\|_{\text{op}}+\|B\|_{\text{op}}}
が成立する。
作用素ノルムの定義より、次の不等式がただちに得られる:
{\displaystyle \|Av\|\leq \|A\|_{\text{op}}\|v\|\quad (\forall v\in V).}
作用素の合成あるいは積について、V, W, X を、同じ係数体上の三つのノルム線形空間とし、A: V → W, B: W → X を二つの有界作用素としたとき
{\displaystyle \|BA\|_{\text{op}}\leq \|B\|_{\text{op}}\|A\|_{\text{op}}}
が成り立つ。これにより、空間 V 上の有界作用素に対して、作用素の積を取る演算が二変数の連続写像 (jointly continuous) であることが導かれる。
定義より、作用素の列が作用素ノルムに関して収束することは、それらが有界集合上で一様収束することを意味する。

## ヒルベルト空間上の作用素
空間 H を実あるいは複素ヒルベルト空間であるとする。もし作用素 A: H → H が有界線形作用素であるなら
{\displaystyle \|A\|_{\text{op}}=\|A^{*}\|_{\text{op}}}
および
{\displaystyle \|A^{*}A\|_{\text{op}}=\|A\|_{\text{op}}^{2}}
が成立する。ここで A* は作用素 A の共役作用素を表す（それは標準内積を持つユークリッドヒルベルト空間における、行列 A の共役転置行列に対応する）。
一般に、作用素 A のスペクトル半径 ρ(A) は、作用素ノルム ‖ A ‖op により上から抑えられる。すなわち
{\displaystyle \rho (A)\leq \|A\|_{\text{op}}}
が成り立つ。ここで常に等号が成立するわけではないことを見るには、有限次元の場合で行列のジョルダン標準形について考えればよい。優対角線（主対角線の一つ上）に非零な成分を持つものが存在するから、等号は成立しない可能性がある。また、等号が成立しない例からなるクラスとして準冪零作用素が挙げられる。ゼロでない準冪零作用素 A のスペクトルは {0} であるため、スペクトル半径は ρ(A) = 0 となるが、このとき作用素ノルムに対しては ‖ A ‖op > 0 が成立する。
しかし、行列 A が正規のとき、そのジョルダン標準形は（ユニタリ同値の違いを除いて）対角行列である（スペクトル定理）。このとき
{\displaystyle \rho (A)=\|A\|_{\text{op}}}
が成立することを見るのは容易。
そのようなスペクトル定理は、より一般の正規作用素の場合へと拡張され、上の等式は任意の有界正規作用素A に対しても同様に成立する。以上の議論および関係式は、有界作用素 A が与えられたときにその作用素ノルムを計算する際に、しばしば利用される。すなわち、エルミート作用素 H ≔ A*⋅A を定義し、そのスペクトル半径を計算し、その平方根を計算することで、そのような作用素ノルムを得る、という方法が利用可能となる場合がある。
空間 H 上の有界作用素全体の成す空間に作用素ノルムの誘導する位相を入れたものは、可分でない。例えば、ヒルベルト空間 L2[0, 1] を考え、0 < t ≤ 1 に対して Ωt を閉区間 [0, t] の特性関数とし、Pt を Ωt により与えられる乗算作用素、すなわち
{\displaystyle P_{t}(f):=f\cdot \Omega _{t}}
とする。このとき、各 Ptは有界で、その作用素ノルムは 1 であり
{\displaystyle \|P_{t}-P_{s}\|_{\text{op}}=1\quad (t\neq s)}
が成立する。しかし集合 {Pt} は非可算であるため、空間 L2[0, 1] 上の有界作用素からなる空間は作用素ノルムに対して可分でないことが分かる。この結果は同様に数列空間 l∞ が可分でないという事実にも対応される。
ヒルベルト空間上の有界作用素全体の成す集合は、作用素ノルムおよび共役演算を伴い、C*-代数をなす。